# Казазян, Хэйг
Хэйг Казазян (англ. Haig Kazazian; 30 июля 1937 — 20 января 2022) — американский учёный в области генетической медицины. Доктор медицинских наук, профессор кафедры генетической медицины Медицинской школы Университета Джонса Хопкинса, почётный профессор кафедры генетики Медицинской школы Перельмана.  Пионер генетической медицины.  

## Биография
Сын армянских иммигрантов, доктор Хэйг Казазян родился в Толедо, штат Огайо. Его отец, родом из Кайсери, Османская империя, бежал от геноцида армян 1915 года. После многих лет скитаний приехал в США в 1923 году. Мать приехала из Стамбула в 1920 году.
Казазян получил степень бакалавра в Дартмутском колледже в 1959 году, а затем поступил в Дартмутскую медицинскую школу. Он перевёлся в Медицинскую школу Университета Джонса Хопкинса в 1960 году и получил степень доктора медицины в 1962 году.
Казазян прошёл стажировку в 1963 году и ассистентскую ординатуру по педиатрии в 1964 году в больницах Университета Миннесоты. В 1964 году он вернулся в Университет Джонса Хопкинса для получения постдокторской стипендии по генетике на кафедре педиатрии. В 1966 году Казазян был назначен штатным сотрудником в Службе общественного здравоохранения США, Национальном институте артрита и метаболических заболеваний, Лаборатории молекулярной биологии.
В 1968 году он снова вернулся в Университет Джонса Хопкинса, где закончил одногодичную ординатуру по педиатрии на службе в Харриет-Лейн, а в 1970 году был назначен членом Фонда Королевского медицинского общества в Лаборатории молекулярной биологии MRC в Кембридже, Англия.
В 1969 году Казазян был назначен доцентом кафедры педиатрии в Медицинской школе Университета Джонса Хопкинса. В 1973 году он был назначен директором Программы скрининга Тея-Сакса в Институте Джона Ф. Кеннеди. В 1974 году был повышен до доцента кафедры педиатрии и назначен членом медицинского персонала Института Джона Ф. Кеннеди. В 1977 году получил назначение директором генетического подразделения на кафедре педиатрии и повышен до полного профессора.
В 1978 году стал директором Центра пренатальной диагностики в Больнице Джонса Хопкинса, а в 1979 году был назначен профессором биологии в Школе искусств и наук Университета Джонса Хопкинса. Казазян был назначен профессором акушерства в 1985 году, профессором медицины в 1989 году и был назначен директором Центра медицинской генетики в Университете Джонса Хопкинса.
В 1991 году он был назначен профессором детской генетики в Сатленде. В 1994 году Казазян покинул Университет Джонса Хопкинса, чтобы стать профессором молекулярной медицины в генетике имени Сеймура Грея и председателем кафедры генетики в Университете Пенсильвании. Он занимал эту должность до выхода на пенсию в 2010 году, когда он вернулся в Университет Джонса Хопкинса в качестве профессора педиатрии в Институте генетической медицины МакКьюсика-Натанса.

### Научные достижения
Казазян был лидером в применении молекулярных методов к генетике человека. Его ранние работы включали характеристику мутаций, вызывающих бета-талассемию, распространенное расстройство недостаточной выработки гемоглобина. Он основал первую лабораторию ДНК-диагностики в Соединенных Штатах в Университете Джонса Хопкинса и сыграл важную роль в обнаружении первого примера мутаций, вызывающих заболевания, возникающих в результате «прыгающих генов» или транспозонов, при изучении гемофилии. В 1999 году Казазян и его коллега из Пенсильванского университета Арупа Гангули были среди первых истцов в деле, которое привело к постановлению Верховного суда 2013 года о том, что компании не могут патентовать части естественных человеческих генов.
За свою карьеру Казазян опубликовал более 400 рецензируемых журнальных статей и книгу «Мобильная ДНК: поиск сокровищ среди мусора» . Множество ученых прошли обучение в лаборатории Казазяна, в том числе более двадцати пяти аспирантов. Среди его многочисленных наград Казазян получил премию Уильяма Аллана от Американского общества генетики человека и премию Мюррея Телина за исследования гемофилии. Он был членом Национальной академии наук, Национальной академии медицины и Американской академии искусств и наук.
Казазян впервые продемонстрировал, что транспозируемые элементы вызывают заболевания у человека путем инсерционного мутагенеза. Исследования задокументировали существование активных ретротранспозонов у людей и мышей, что предполагает наличие активных ретротранспозонов у всех млекопитающих. Обнаружил, что мобильность ретротранспозонов приводит к перетасовке экзонов и их фланкирующих последовательностей, что оказало большое влияние на наше понимание эволюции.